# نهر ابيركرومبي

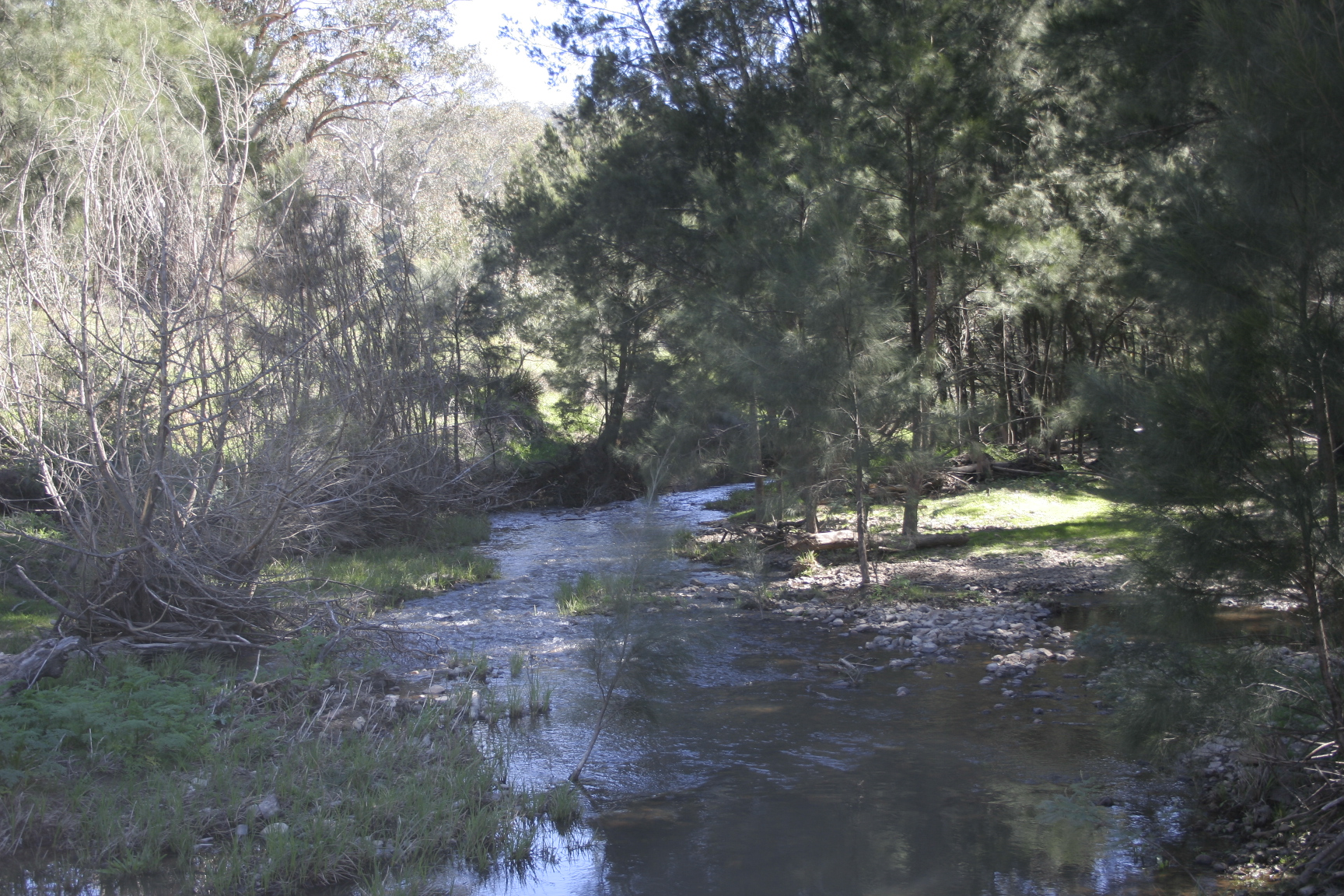
نهر ابيركرومبي
نهر ابيركرومبي بالإنجليزية (Abercrombie River): هو نهر يوجد بنيوساوث ويلز، أستراليا, ويتدفق من جبل Werong غرباً إلى سد Wyangala بالقرب من منطقة Cowra, النهر هو أحد روافد نهر لاكلان Lachlan الذي ينضم إلى بحيرة Wyangala, كما أن النهر يجري لمسافة 130 كم في الأراضي المملوكة لحديقة نهر ابيركرومبي الوطنية، وهو موئلاً لحيوان خُلد الماء، أول أوروبي اكتشف النهر هو المستكشف تشارلز ثروسبي Charles Throsby في 5 مايو 1819 خلال حملته استكشافية من سيدني إلى الغرب من وسط نيوساوث ويلز، كما تم اكتشاف الذهب على طول مجرى النهر 1851.
مترجم من Abercrombie River